# Villa Édouard

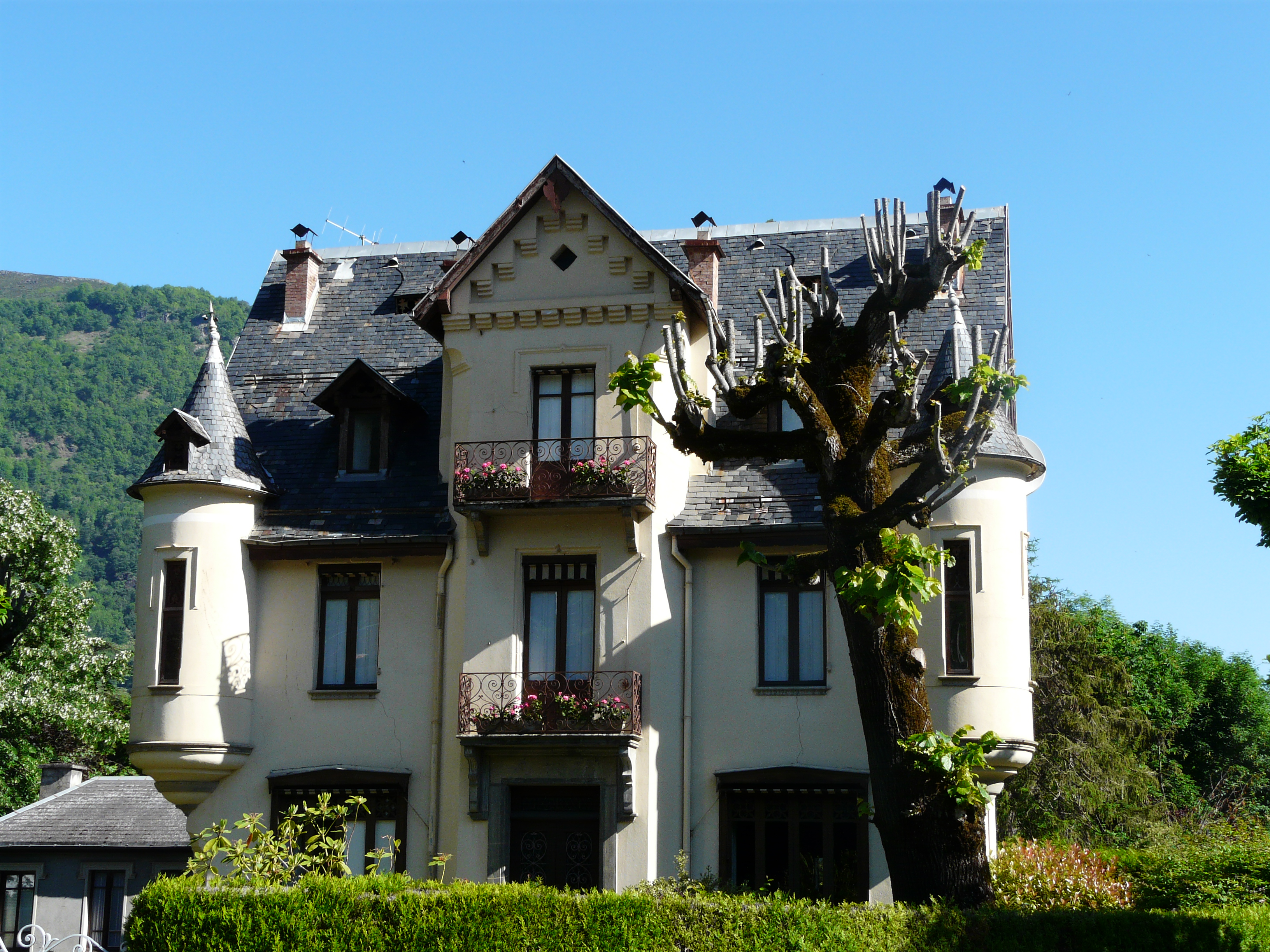
Villa Édouard in Bagnères-de-Luchon

Die Villa Édouard in Bagnères-de-Luchon, einer französischen Stadt im Département Haute-Garonne in der Region Okzitanien, wurde 1864 errichtet. Die Villa am Boulevard Edmond-Rostand Nr. 2 steht seit 2003 als Monument historique auf der Liste der Baudenkmäler in Frankreich.
Die Villa im Stil der Neugotik wurde nach Plänen des Architekten Edmond Chambert errichtet. Sie gehört zum Stil ländlicher Villen, die während der Sommermonate vermietet wurden. Charakteristisch für das Gebäude sind die beiden runden Eckerker und der Mittelrisalit, der von einem Dreiecksgiebel abgeschlossen wird.